# 不二本蒼生
不二本 蒼生（ふじもと あおい、1947年4月22日 - ）は、日本のイラストレーター、画家である。

## 経歴
1947年（昭和22年）4月22日、石川県金沢市に生まれ、本名は藤本蒼。幼少より絵を描く事が好きで画家を志し、祖母の仲立ちで宮本三郎画伯の弟子に推挙されるが画壇に違和感があり断ってしまう。後年、叔母の家が中川一政画伯の実家と聞かされ驚く。
石川県立工業高等学校デザイン科を卒業。高校在学中に観たアニメーションフェスティバルの宇野亜喜良と久里洋二の作品に感激しイラストレーター志望に変更、高校卒業後、東京藝術大学の工芸科を受験するが不合格になり、そのまま阿佐ヶ谷美術学園（現・阿佐ヶ谷美術専門学校）イラスト科に入学した。
19歳の学園在学中に教授兼スタヂオ・ユニのグラフィックデザイナー・浅川演彦の下請けでイラスト制作や絵島アトリエの版下制作などのデザイン事務所関係の仕事をして多忙のため20歳で学園を自主退学する。
1968年21歳で東芝レコードのグループ・サウンズ「ザ・ライオンズ」ポスターコンクール特賞を受賞し、その賞金を基にしてフリーランスのイラストレーターとして仕事を続ける。
1969年（昭和44年）22歳の時、平凡出版社刊（現・マガジンハウス社）「平凡パンチ」誌カラー8ページのイラストレーション作品(Sainte Nymphette)掲載され出版界のイラスト仕事を始める。同年、日本テレビの大橋巨泉とアシスタントの松岡きっこの番組11PMに作品と共に出演する。そのTVスタジオでアニメーターの久里洋二に作品を認められる。
画号は初め本名の藤本蒼のままだったが藤本蒼猪になり1986年に不二本蒼生に改名した。
2001年（平成13年）福富太郎の推薦により山本晋也監督に自宅取材され、11月16日テレビ朝日の深夜番組「トゥナイト2」にVTR出演する。
2002年（平成14年）から2011年（平成23年）まで東京イラストレーターズソサエティ会員。

## 作品
- 「平凡パンチ」誌で8ページのイラストレーション作品掲載1969年
- 講談社編「年鑑日本のイラストレーション」創刊から1989年に廃刊されるまで以後毎年作品収録される1972年
- 芸術生活社の月刊「芸術生活」誌トビラ目次絵12点連載1973年
- 毎日新聞に澁澤龍彦・著「東西不思議物語」イラスト連載1975年
- 集英社文庫「血の本シリーズ」カバーイラスト連載1987年
- 日本出版社刊東武動物公園飼育グループ・著 動物の子育て「イヌワシはヒナを飢えさせて巣立ちを促す」鉛筆細密動物挿画40点制作1988年
- マガジンハウス社刊の平凡パンチ最終号の「NEWパンチザウス」誌表紙イラスト制作1989年
- 画文集「怪物伝説」作家・高橋克彦の推薦文付きで」白夜書房より刊行1997年
- 富里町広報のロゴ・デザインと表紙イラスト連載1998年から2001年
- 「新生紀MILLENNIUM」F80号制作し、ジグソーパズル絵「雲龍図」株式会社ミサキ三伸より発売1999年
- 株式会社水晶院の吉祥絵や縁起物デザイン制作はじめる2001年から
- 富里市誕生市制記念モニュメント「親子馬」像デザイン制作し、市役所正面脇に建立2002年
- 新紀元社刊の實吉達郎・著『中国の鬼神ー天地神人鬼』のカバーイラストと本文イラスト78点制作2005年
- PHP研究所刊の實吉達郎・著「本当にいた不思議な生き物」のイラスト制作2006年
- 「TOKYO ILLUSTRATION 2007」国立新美術館出品作「笑龍」M50号制作2007年
- 講談社刊の日本妖怪大百科VOL.10にスーパーバイザー香川眞吾の依頼により並木伸一郎の文の都市伝説の現代妖怪イラスト10点制作2008年
- 富里市「新木戸大銀杏公園」案内板イラストデザイン制作2010年
- 27回トミサトスイカロードレース2010Tシャツ・イラストデザイン制作2010年

## 個展
- 24歳の時に渋谷・西武デパートのアバンギャルドショップにて初めての個展（藤本蒼イラストレーション展）を話の特集社の推薦により開催1971年
- 26歳の時に銀座ギャラリー・デコールにて個展（藤本蒼 展）を画廊主・西山博の企画で開催し、芸術生活社刊「芸術生活」誌に掲載の油彩目次絵12枚シリーズの原画などを出品する。後に画家・大島哲以に会い当時掲載の拙作に影響されたと告白され感激1973年
- 28歳の時に銀座ギャラリー・デコール企画の個展（藤本蒼 展）開催。美術出版社刊「みずゑ」誌12月号に美術評論家の日向あき子の文により作家作品共紹介され掲載。同年、西ドイツ・フランクフルトの「Pardon」誌3・4・8月号に作品紹介掲載1975年
- 30歳の時に毎日新聞連載の澁澤龍彦・著「東西不思議物語」出版記念の原画展を銀座ギャラリー・デコールにて開催1977年
- 32歳の時に新宿住友ビル第1回洋画ミニチュア大賞展に「童夢」が佳作受賞。同年、第47回日本版画協会展にリトグラフ作品を初出品入選する1979年
- 35歳の時に銀座ギャラリー・デコール企画の個展（藤本蒼猪 展）開催1982年
- 36歳の時に福富太郎の推薦により渋谷・画廊黒船屋にて個展開催1983年
- 41歳の時に銀座ギャルリー・ヴィヴァンにて美術評論家・日向あき子の推薦による個展（不二本蒼生 展）開催1988年
- 51歳の時に銀座・彩林堂画廊にて画廊主・林滋（林武の子息でコレクター）の推薦により個展「怪物伝説」開催。同年、9月芝山仁王尊・観自在ギャラリーにて副住職・浜名徳順の推薦による個展「煩悩絵展」開催1998年
- 54歳の7月に日本橋の西山版画企画にて個展「不二本蒼生の夢色個展」と10月に成田空港公団のNAA・ArtGalleryにて「不二本蒼生の夢色個展PART2」開催2001年
- 56歳の9月宇野亜喜良の推薦で銀座スパンアートギャラリーにて個展「不二本蒼生の魔力展」開催2003年
- 62歳の7月千葉県富里市の中央公民館にて個展「不二本蒼生の楽喜美術展」開催2009年